# Torymus sarothamni
Torymus sarothamni är en stekelart som beskrevs av Jean-Jacques Kieffer 1899. Torymus sarothamni ingår i släktet Torymus och familjen gallglanssteklar.
Artens utbredningsområde är:
- Frankrike.
- Italien.

Inga underarter finns listade i Catalogue of Life.